# Dobšice (okres České Budějovice)
Dobšice jsou obec v okrese České Budějovice v Jihočeském kraji. Nachází se pět kilometrů východně od Týna nad Vltavou a žije v nich 119 obyvatel.

## Název
Původní název vsi Dobršice byl odvozen z osobního jména Dobrcha ve významu ves lidí Dobrchových. Obtížně vyslovitelná skupina hlásek -brš- se postupně změnila v -bš-, resp. -bč-. V historických pramenech se jméno vsi objevuje ve tvarech: na vsi Dobršice (1437), Dobcžicze (1651), Dobcžycze (1675), Dobcžicz (1789) a Dobschitz (1789, 1841).

## Historie
První písemná zmínka o vsi pochází z roku 1437. Ves zpočátku patřila do majetku pražských arcibiskupů. V minulosti ke katastru obce náležela i osada Hněvkovice na pravém břehu Vltavy, která byla v období komunistického režimu připojena k problematicky zjistitelnému datu ke katastru bývalé obce Hněvkovic na levém břehu Vltavy.

## Pamětihodnosti
V roce 2019 byly za kulturní památky prohlášeny tyto dva objekty v Branovicích (Dobšice):
- Tvrziště Branovice pocházející z doby vrcholného středověku[8]
- Soubor bývalého hospodářského dvora, tvrz Branovice[9]

## Další pamětihodnosti
- Statky selského baroka z 19. století
- Kaplička z roku 1842

## Osobnosti
- František Brábek (1848–1926), překladatel z maďarštiny, narodil se v Branovicích.[10]

## Galerie

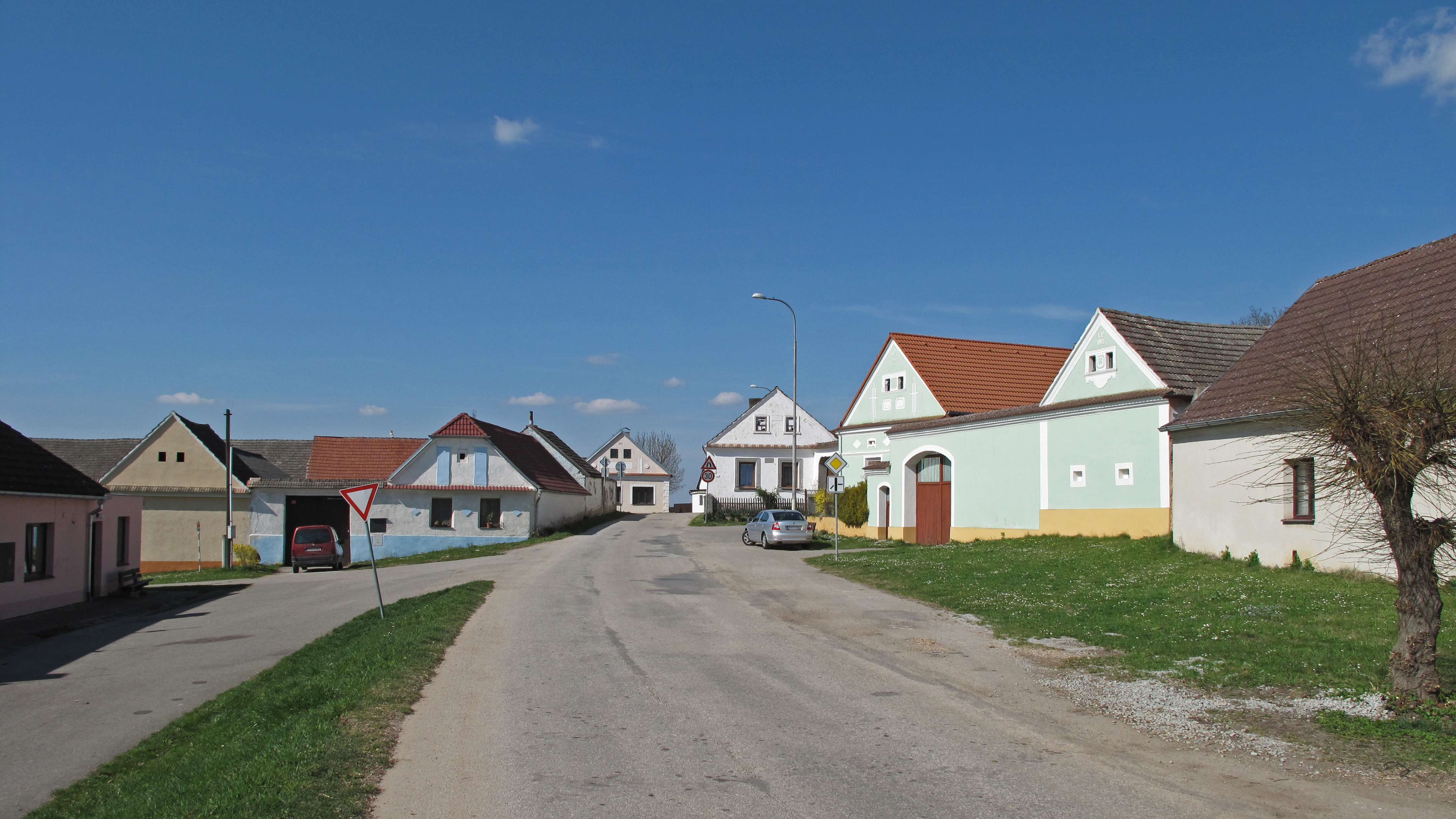
Statky
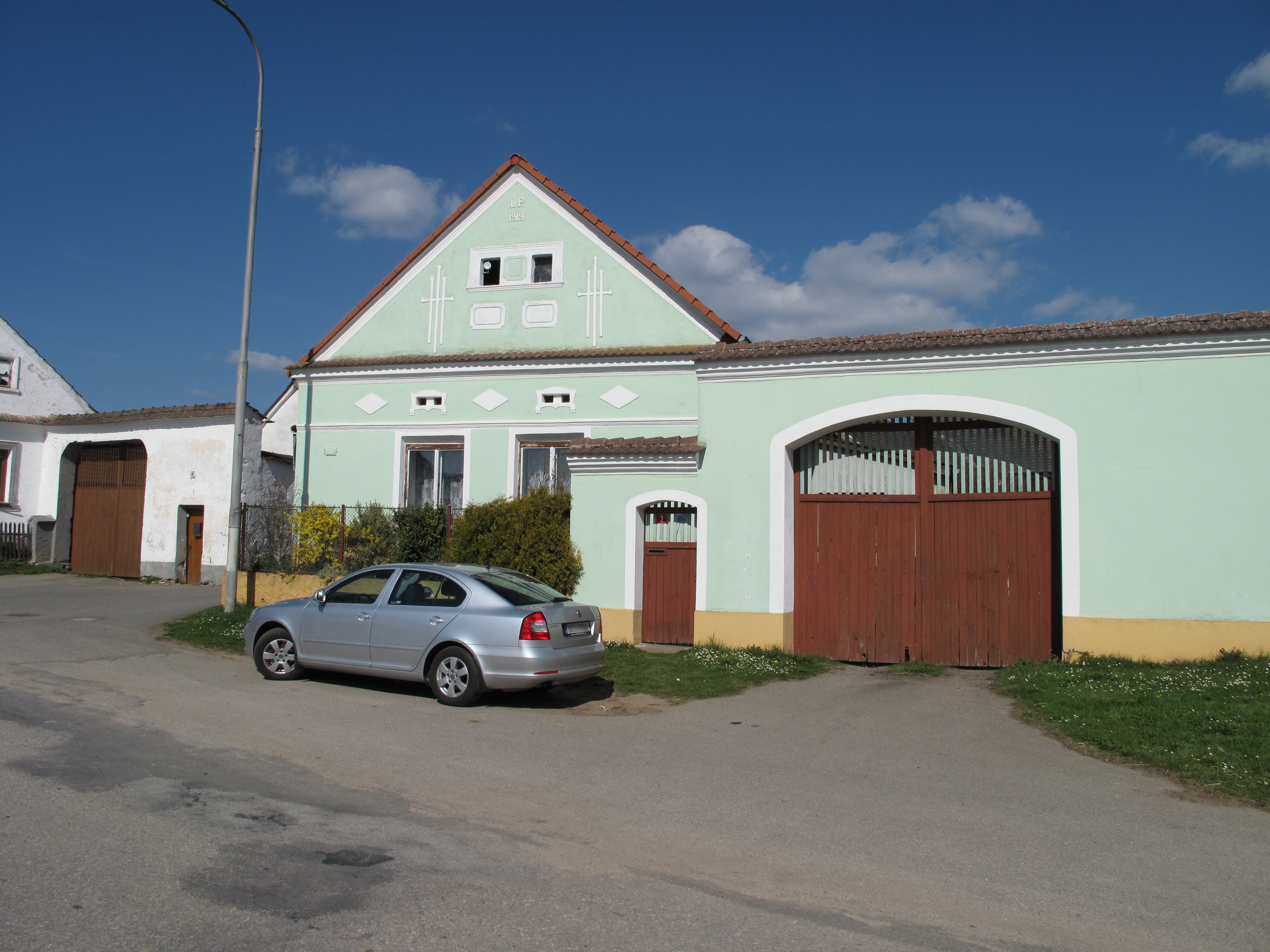
Detail fasády
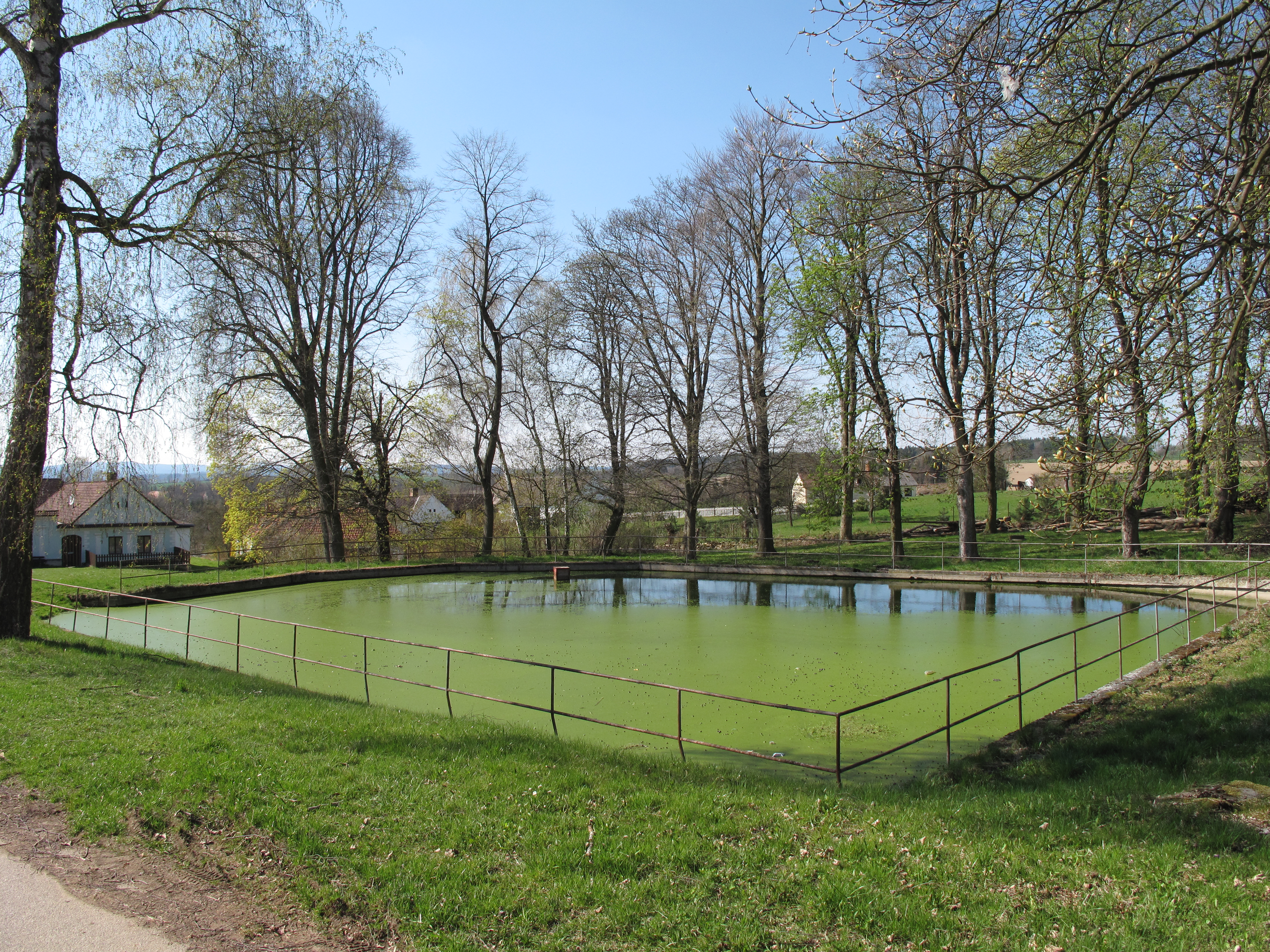
Nádrž
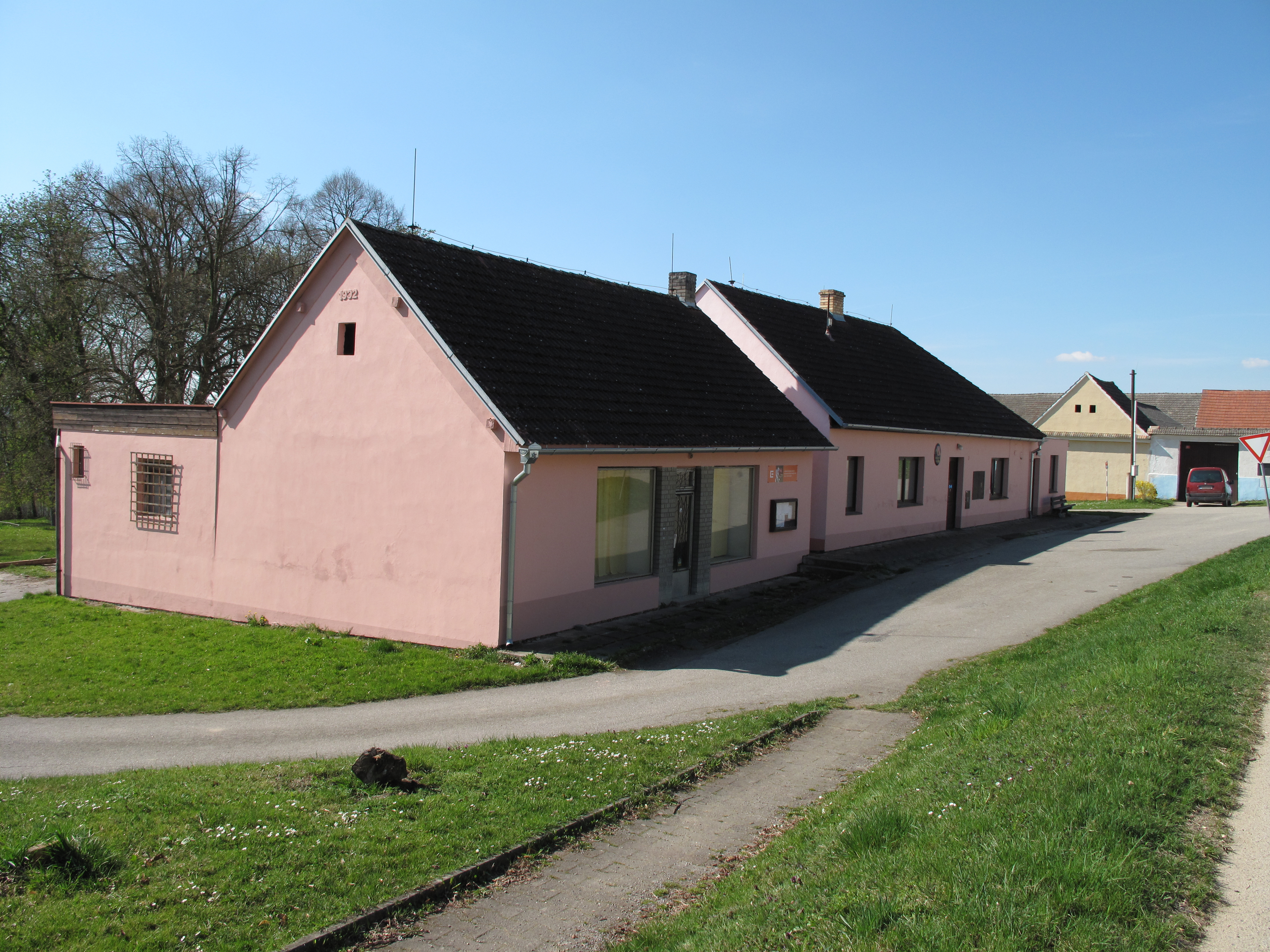
Obecní úřad